# Acedera (kommunhuvudort)
Acedera är en kommunhuvudort i Spanien.   Den ligger i provinsen Provincia de Badajoz och regionen Extremadura, i den centrala delen av landet, 220 km sydväst om huvudstaden Madrid. Acedera ligger 297 meter över havet och antalet invånare är 844.
Terrängen runt Acedera är platt åt nordväst, men åt sydost är den kuperad. Runt Acedera är det glesbefolkat, med 19 invånare per kvadratkilometer. Närmaste större samhälle är Orellana la Vieja, 8,5 km söder om Acedera. Trakten runt Acedera består till största delen av jordbruksmark.